# Tadeusz Arciuch
Tadeusz Arciuch (ur. 6 marca 1955 w Stalowej Woli) – polski lekarz psychiatra, reżyser, także scenarzysta i producent filmowy. Absolwent Wydziału Reżyserii PWSFTviT w Łodzi (1983) oraz Akademii Medycznej w Warszawie (1988). 
W latach 1988–1992 pracował jako lekarz (m.in. w paryskim Instytucie Pasteur'a). Od 1993 zajmuje się wyłącznie reżyserią (przede wszystkim filmów dokumentalnych i krótkometrażowych oraz reklamą.

## SpektakleTeatru Telewizji
- 1996: Bajka o Jaśku i diable (scenariusz, reżyseria)
- 1997: Gucio zaczarowany (reżyseria, adaptacja)

## Filmografia
- 1984: Beret (reżyseria, scenariusz, producent)
- 1984: Miejsce (reżyseria, scenariusz)
- 1994: I będzie jako drzewo (reżyseria, scenariusz)
- 1994: Ludzie i konie (reżyseria, scenariusz)
- 1995: Legendy i nadzieje (reżyseria)
- 1996: Ostatni partyzant Rzeczypospolitej (reżyseria, scenariusz)
- 1997: Ekologia a zdrowie (reżyseria, scenariusz)
- 1997–2003: Klan (współreżyser)
- 1998: Ejszyszki, Ejszyszki... (reżyseria, scenariusz)
- 1998: Miłość i muzyka (reżyseria, scenariusz)
- 2006: Człowiek z antykwariatu (reżyseria, scenariusz)
- 2009: Było sobie miasteczko... (współscenarzysta i współreżyser)
- 2009: Zapomniane zbrodnie na Wołyniu (współscenarzysta i współreżyser)
- 2010: Kłuszyn 1610 (scenariusz, reżyseria, zdjęcia)
- 2012: cykl dokumentalny Skrzydła nad Polską
  - F-16 Fighting Falcon (scenariusz, reżyseria)
  - Casa C-295 M (scenariusz, reżyseria)
  - Podniebni weterani (scenariusz, reżyseria, zdjęcia)
- 2013: Na dachu świata – Tybet; cykl reportaży (scenariusz, reżyseria, zdjęcia)

### Etiudy filmowe
- 1980: Wnętrza (reżyseria)
- 1981: Dzwonek (reżyseria)
- 1981: Zabawy na śniegu (reżyseria, scenariusz)
- 1982: Droga (współpraca reżyserska, rola)